# Navarredonda de la Rinconada
Navarredonda de la Rinconada – gmina w Hiszpanii, w prowincji Salamanka, w Kastylii i León, o powierzchni 13,12 km². W 2011 roku gmina liczyła 203 mieszkańców.